# Eschweilera reversa
Eschweilera reversa là một loài thực vật có hoa trong họ Lecythidaceae. Loài này được Pittier mô tả khoa học đầu tiên năm 1927.